# Jammit
Jammit is een videospel dat werd ontwikkeld door GTE Vantage en werd uitgegeven door GTE Entertainment. Het spel werd in 1994 uitgegeven voor de 3DO, MS-DOS, Sega Mega Drive en de SNES. Met het spel kan de speler basketbal spelen. Het spel heeft een 1 tegen 1 stijl net als de computerspellen NBA Jam en College Slam. Het perspectief van het spel is in de derde persoon. De speler kan kiezen uit drie personages.

## Ontvangst
| Beoordeeld door                      | Jaar | Platform        | Score |
| ------------------------------------ | ---- | --------------- | ----- |
| GamePro (US)                         | 1994 | Sega Mega Drive | 80%   |
| Game Players                         | 1994 | Sega Mega Drive | 72%   |
| GamePro (US)                         | 1995 | 3DO             | 70%   |
| Video Games & Computer Entertainment | 1994 | Sega Mega Drive | 70%   |
| Sega-16.com                          | 2009 | Sega Mega Drive | 60%   |
| Video Games & Computer Entertainment | 1995 | 3DO             | 60%   |
| Nintendo Magazine System UK          | 1994 | SNES            | 57%   |
| Electronic Gaming Monthly (EGM)      | 1994 | Sega Mega Drive | 55%   |
| The Video Game Critic                | 2005 | Sega Mega Drive | 33%   |